# Erzbistum Portoviejo
Das Erzbistum Portoviejo (lateinisch Archidioecesis Portus Veteris, spanisch Arquidiócesis de Portoviejo) ist eine in Ecuador gelegene römisch-katholische Erzdiözese mit Sitz in Portoviejo.

## Geschichte
Im 16. Jahrhundert wurde auf dem Gebiet der heutigen Diözese eine Kirche errichtet. Das Gebiet gehörte zunächst zum wenige Jahre später gegründeten Bistum Quito, ehe es 1763 dem neuen Bistum Cuenca und 1838 wiederum dem Bistum Guayaquil angegliedert wurde.
Das Bistum Portoviejo wurde am 23. März 1870 durch Papst Pius IX. aus Gebietsabtretungen des Erzbistums Quito und des Bistums Guayaquil errichtet. Es wurde dem Erzbistum Quito als Suffraganbistum unterstellt. Das Bistum Portoviejo gab am 14. Dezember 1945 Teile seines Territoriums zur Gründung der Apostolischen Präfektur Esmeraldas ab. Am 22. Januar 1956 wurde das Bistum Portoviejo dem Erzbistum Guayaquil als Suffraganbistum unterstellt.
Am 25. Februar 1994 wurde das Bistum Portoviejo durch Papst Johannes Paul II. zum Erzbistum erhoben.

## Bischöfe und Erzbischöfe von Portoviejo

### Bischöfe
- Luis Tola y Avilés, 1871–1881
- Pedro Schumacher CM, 1885–1900
- Juan María Riera OP, 1907–1912, dann Bischof von Guayaquil
- Nicanor Carlos Gavinales Chamorro, 1947–1967
- Luis Alfredo Carvajal Rosales, 1967–1989
- José Mario Ruiz Navas, 1989–1994

### Erzbischöfe
- José Mario Ruiz Navas, 1994–2007
- Lorenzo Voltolini Esti, 2007–2018
- Eduardo José Castillo Pino, seit 2019